# Neurotheca
Neurotheca is een geslacht uit de gentiaanfamilie (Gentianaceae). De soorten komen voor van noordelijk Zuid-Amerika tot in Brazilië, in tropisch en zuidelijk Afrika en op Madagaskar.

## Soorten
- Neurotheca congolana De Wild. & T.Durand
- Neurotheca corymbosa Hua
- Neurotheca loeselioides (Spruce ex Progel) Baill.

... · 
Anthocleista · 
Blackstonia (Bitterling) · 
Cicendia (Draadgentiaan) · 
Centaurium (Duizendguldenkruid) · 
Eustoma · 
Gentiana (Gentiaan) · 
Gentianella (Baardgentiaan) · 
Gentianopsis · 
Schenkia · 
...